# Saint-Privat-des-Prés
Saint-Privat-des-Prés korábbi község Franciaországban, Dordogne megyében. Lakosainak száma 527 fő (2018. január 1.). Saint-Privat-des-Prés Saint-Antoine-Cumond, Festalemps, Saint-Vincent-Jalmoutiers, Saint Aulaye-Puymangou és Bonnes községekkel határos.
2017. január 1-jén Festalemps és Saint-Antoine-Cumond korábbi községgel egyesült és az így létrejött Saint Privat en Périgord új község része lett.

## Népesség
A település népessége az elmúlt években az alábbi módon változott:
| Lakosok száma | 600  | 531  | 1182 | 528  | 527  |
|               | 2013 | 2015 | 2016 | 2017 | 2018 |